# Henrij Mjitarián
Henrij Mkhitarián (en armenio: Հենրիխ Մխիթարյան, pronunciado /hɛnˈɾiχ məχitʰɑˈɾjɑn/ (escucharⓘ); Ereván, Armenia, 21 de enero de 1989), transliterado al inglés como Henrikh Mkhitaryan, es un futbolista armenio que juega de centrocampista en el Inter de Milán de la Serie A.
Mjitarián fue elegido Futbolista del Año de Armenia en 2009, 2011, 2012, 2013, 2014, 2015, 2016, 2017, 2019 y 2020, así como mejor jugador del Shajtar de la temporada 2011-12 por los aficionados del club. En 2012 fue nombrado en el Top 100 jugadores de la UEFA por el Anuario del Fútbol Europeo de la UEFA 2012-13.

## Trayectoria

### Piunik
Entró en el sistema de juveniles del Pyunik FC en 1995 y más tarde fue ascendido al primer equipo, haciendo su debut profesional en 2006 a la edad de 17 años. La última vez que jugó para el club fue en la temporada 2009. Durante esa temporada marcó 11 goles en 10 partidos de liga. Debido a su éxito en la Liga Premier armenia de 2009 en el Piunik Ereván, se unió a la Liga Premier de Ucrania con el Metalurg Donetsk. En sus cuatro temporadas en el Piunik ganó la Liga Premier armenia en cinco ocasiones (2006, 2007, 2008, 2009 y 2010). También ganó la Supercopa armenia tres veces (2006, 2007 y 2009) y la Copa de Armenia una vez (2009). En total disputó 70 partidos de liga para el club con 30 goles y 89 partidos en total con 35 goles.

### Metalurg Donetsk
Mjitarián fichó por el Metalurg Donetsk de la Liga Premier de Ucrania. Anotó su primer gol en su debut en la victoria por 3-0 ante el FC Partizan Minsk en la Europa League el 16 de julio de 2009. El 19 de julio hizo su debut en liga con un empate 0-0 con el Dnipro Dnipropetrovsk. Su primer gol llegó en un empate 2-2 con el Karpaty Lviv el 26 de julio. El 6 de agosto, anotó el primer gol en el partido de vuelta de una victoria 3-0 en Europa League ante el esloveno Ljubljana Interblock, ganando 5-0 en el global. El 26 de septiembre marcó el único gol en la victoria por 1-0 contra el Kryvbas en liga. El 17 de octubre marcó el gol de la victoria, 2-1, en el minuto 90 sobre el Vorskla Poltava. El 19 de marzo marcó el gol del empate en el empate 1-1 con el Dynamo Kiev. Terminó la temporada con 14 goles en 38 apariciones, incluyendo 29 partidos de liga y 9 goles.
La temporada siguiente fue nombrado capitán del club el 14 de julio, a los 21 años, convirtiéndose en el capitán más joven en la historia del Metalurg Donetsk. Anotó su primer gol, un penalti en el minuto 89, en una victoria de 3-0 sobre Obolon Kiev el 16 de julio. Jugó su último partido para el club en la victoria por 2-1 ante el Dnipro el 30 de agosto. En su segunda temporada jugó 8 partidos y marcó 3 goles, todos ellos en la liga. Mjitarián jugó 37 partidos de liga durante su estancia en el Metalurg, anotando 12 goles. En total jugó 46 partidos para el club, anotando 17 veces.

### Shajtar Donetsk
El 30 de agosto de 2010 fue traspasado por 7,5 millones de euros al campeón de la Liga Premier y rival local del Metalurh, el F.K. Shajtar Donetsk. Su debut se produjo el 10 de septiembre en una derrota en Liga por 1-0 ante el Obolón Kiev, siendo sustituido en el minuto 62 por Eduardo. Anotó su primer gol con el Shajtar el 19 de septiembre en la victoria por 4-1 frente al Tavriya Simferopol. Hizo su debut en la Champions League el 28 de septiembre en la victoria por 3-0 ante el Sporting de Braga. Anotó un decisivo gol en la final de la Copa de Ucrania en la que vencieron por 2-0 al Dinamo de Kiev. Su primera temporada con el club tuvo un gran éxito con el Shajtar ya que ganó el triplete (Liga, Copa y Supercopa) apareciendo en un total de 27 partidos y marcando 4 goles.
En la temporada 2011-2012 el Shajtar conquistó la Liga y la Copa de Ucrania. Marcó el tercer gol en la victoria por 4-0 contra el Obolón Kiev en su primer partido de liga de la temporada. El 6 de mayo, jugó un papel importante con el Shajtar para vencer por 2-1 a su exequipo el Metalurh Donetsk en la final de la Copa de Ucrania anotando el gol de la victoria en el tiempo añadido. En una encuesta en línea en el sitio web oficial del club, Mjitarián fue votado como el mejor jugador del Shajtar durante la temporada, con alrededor del 38 % de los votos totales. En esta temporada, anotó 11 goles en 37 partidos, incluyendo 10 goles en 26 partidos de Liga.
La siguiente temporada, comenzó con el título de la Supercopa de Ucrania tras vencer al Metalurh Donetsk. En su primer partido de la temporada 2012-2013, anotó dos goles y proporcionó dos asistencias en la victoria por 6-0 contra el Arsenal de Kiev. Logró un Hat trick ante el Chernomorets Odessa en la victoria por 5-1 para llegar a 10 goles en la temporada después de solo seis partidos, igualando su cuenta goleadora en la temporada anterior. El 19 de septiembre, en el primer partido de Liga de Campeones del Shajtar de la temporada, marcó dos goles en la victoria por 2-0 sobre el campeón danés, el FC Nordsjælland. Este fue su primer gol en la Champions y fue nombrado en el equipo de la semana de la jornada 1 de la Liga de Campeones. El 16 de marzo de 2013, Mjitarián jugó su partido número 100 en la Liga en un partido contra el Chernomorets Odessa. El 11 de mayo de 2013, anotó sus goles 23 y 24 de la temporada de la Liga Premier de Ucrania en una victoria 5-0 sobre el Tavriya Simferopol. Estos objetivos establecieron un récord, siendo el hombre con más goles en una temporada de la Liga ucraniana. Finalmente, en su última temporada en el club, marcó 25 goles en Liga y 29 en total, siendo el máximo goleador de la competición doméstica.

### Borussia Dortmund
El 8 de julio de 2013 el Borussia Dortmund anunció el fichaje del jugador armenio hasta el 30 de junio de 2017. La operación pudo haber traspasado los 27,5 millones de euros, lo que lo convertiría así en el jugador más caro de la historia del club germano, superando al delantero Márcio Amoroso que fue traspasado por 21,5 millones de euros.
El 10 de julio de 2013 salió de titular en su primer partido como jugador del Borussia Dortmund contra el FC Basel donde, además, marcó su primer gol y repartió su primera asistencia con la camiseta aurinegra. El resultado final fue de 1-3 para el cuadro de Jürgen Klopp.
El 14 de julio de 2013, en su segundo amistoso contra el Bursaspor, también como titular, repartió dos asistencias. El partido finalizó 1-4, con una aplastante victoria del Borussia Dortmund. Henrij debutó en la Bundesliga el 18 de agosto, en una victoria del Borussia sobre el Eintracht Braunschweig en el Signal Iduna Park. Sus dos primeros goles en la Bundesliga fueron decisivos en una victoria por 2-1 sobre el Eintracht Frankfurt para mantener al equipo en la primera posición de Liga. Su primer gol en la Liga de Campeones con el Dortmund llegó en la victoria por 1-2 a domicilio ante el Arsenal.

### Manchester United
El 2 de julio de 2016 el Borussia Dortmund anunció que este jugador ya no sería parte del plantel, siendo traspasado al Manchester United, y presentado oficialmente cuatro días después, junto al entrenador José Mourinho. Una de las razones que llevó al equipo alemán a aceptar el traspaso, que alcanzó los 42 millones de euros, fue que al jugador le quedaba solamente un año de contrato.
Debutó en la Premier League el 14 de agosto de 2016 y marcó su primer gol de liga el 8 de diciembre de ese mismo año. Con el Manchester United ganó tres títulos, la Liga Europa, la EFL Cup y la Community Shield.

### Arsenal F. C.
Luego de temporada y media jugando para los Red devils los dos equipos llegan a un acuerdo, el Arsenal FC hace oficial el traspaso del media punta el 22 de enero de 2018, por un valor de 26 Millones de libras y como parte de pago por la salida del chileno Alexis Sánchez, el entonces entrenador Wenger le dio la Bienvenida a los Gunners: "Henrij es un jugador muy competitivo, crea muchas opciones, defiende muy bien, es veloz, es muy completo y se acopla rápidamente al sistema de juego".
En su debut con el Arsenal el 3 de febrero de 2018, dio 3 asistencias en la victoria ante el Everton por 5-1. El 8 de marzo anotó en la ida contra el AC Milan en la UEFA Europa League, el encuentro acabó 0-2 a favor para el club londinense y en la vuelta ganó el Arsenal por 3-1. El 29 de abril de 2018 después de volver de la lesión, anotó a los 50 minutos del partido en Old Trafford ante su ex-equipo el Manchester United pero que acabó perdiendo por 2-1. En la temporada 2017/2018 anotó 5 goles y repartió 11 asistencias entre los dos clubes ingleses.
En la segunda jornada de la Premier League de 2018-19 anotó un gol y dio una asistencia en la derrota ante el Chelsea por 3-2. El 16 de diciembre de 2018 anotó un doblete ante el Southampton y también fueron derrotados por 3-2. Sufrió una lesión en la derrota por 2-0 en el Derbi del Norte de Londres en EFL Cup, en que se fracturó el metatarso. Luego de casi 3 meses volvió y tuvo buenas actuaciones, en las que anotó 2 goles y repartió 3 asistencias en las victorias por 2-0 ante Southampton y 5-1 ante el Bournemouth.
En la UEFA Europa league de 2018-19 repartió 3 asistencias en 11 partidos, el Arsenal llegó a la final del torneo pero Mkhitaryan no pudo disputar la final por problemas políticos entre Armenia y Azerbaiyán, la final se disputaba en Bakú, Azerbaiyán y el jugador armenio tenía vetado la entrada al país. El Arsenal perdió en la final por 4-1 ante el Chelsea. En la temporada 2018/2019 anotó 6 goles y asistió 7 veces en 39 partidos con los Gunners.
En la temporada 2019-20 con el Arsenal solo jugó 3 partidos de Premier League, ya que se fue a la A. S. Roma en calidad de cedido.
En total jugó 59 partidos con los Gunners donde anotó 9 goles y repartió 13 asistencias, en 2019 quedó subcampeón de la UEFA Europa League derrotado por el Chelsea.

### A. S. Roma
El 2 de septiembre de 2019 el Arsenal F. C. anunció su cesión a la A. S. Roma hasta final de temporada.
En su primer año con el equipo italiano anotó 9 goles y asistió 5 veces en 22 partidos de Serie A. No sería el único curso en el que jugaría allí, ya que a finales de agosto regresó al club tras haber rescindido su contrato con el Arsenal F. C.
El 5 de noviembre marcó el gol más rápido del club en la Liga Europa de la UEFA, después de anotar a los 57 segundos en la victoria de 5-0 ante el CFR Cluj. El 8 de noviembre, en Serie A, anotó un hat-trick en la victoria de los giallorossi de 1-3 ante el Genoa C. F. C. En la jornada siguiente de liga, marcó un doblete ante el Parma en el cual el resultado fue de un 3-0 para la A. S. Roma. Fue nominado al jugador del mes de noviembre de la Serie A por sus actuaciones, en 4 partidos marcó 5 goles y repartió una asistencia. También fue nombrado jugador del mes de noviembre de la A. S. Roma.[cita requerida]
En total jugó 117 partidos con la A. S. Roma donde anotó 29 goles y repartió 28 asistencias, ganando en 2022 la Liga Conferencia derrotando al Feyenoord.

### Inter de Milán
El 2 de julio de 2022 el Inter de Milán anunció su fichaje hasta 2024 después de haber finalizado su contrato con la A. S. Roma.

## Selección nacional
Mjitarián es uno de los miembros más importantes de la selección de fútbol de Armenia ya que fue internacional 95 veces logrando anotar 32 goles y repartir 26 asistencias, convirtiéndose así en el máximo goleador histórico de la selección de su país. Debutó en un partido amistoso contra Panamá el 14 de enero de 2007.
Marcó seis goles para Armenia en la clasificación para la Eurocopa 2012, convirtiéndose así en el máximo goleador del grupo B, que incluía a selecciones como Rusia. A pesar de que Armenia no avanzó más allá de la fase de clasificación para la Eurocopa 2012, las actuaciones de Mjitarián invitaron a soñar para clasificarse para el torneo continental, ya que solo se quedaron a cuatro puntos de ir a la repesca que consiguió Irlanda.
Participó en la mayor victoria en la historia de la selección de fútbol de Armenia y fue la clave para el marcador de 7-1 contra la selección de fútbol de Guatemala anotando 4 goles.
El 25 de diciembre de 2020 fue nombrado Futbolista del Año de Armenia de 2020 consiguiendo este logro por décima vez en su carrera.
En marzo de 2022 anunció su retirada de la selección.

## Estadísticas

### Clubes
Actualizado al último partido disputado el 30 de junio de 2025.
| Club | Div.          | Temporada     | Liga  | Liga  | Liga   | Copas nacionales(1) | Copas nacionales(1) | Copas nacionales(1) | Torneos internacionales(2) | Torneos internacionales(2) | Torneos internacionales(2) | Total | Total | Total  |
| Club | Div.          | Temporada     | Part. | Goles | Asist. | Part.               | Goles               | Asist.              | Part.                      | Goles                      | Asist.                     | Part. | Goles | Asist. |
| --- | ------------- | ------------- | ----- | ----- | ------ | ------------------- | ------------------- | ------------------- | -------------------------- | -------------------------- | -------------------------- | ----- | ----- | ------ |
| F. C. Pyunik Armenia | 1.ª           | 2006          | 12    | 1     | 0      | 0                   | 0                   | 0                   | 0                          | 0                          | 0                          | 12    | 1     | 0      |
| F. C. Pyunik Armenia | 1.ª           | 2007          | 24    | 12    | 4      | 4                   | 0                   | 1                   | 4                          | 0                          | 0                          | 32    | 12    | 5      |
| F. C. Pyunik Armenia | 1.ª           | 2008          | 24    | 7     | 2      | 6                   | 3                   | 0                   | 2                          | 0                          | 0                          | 32    | 10    | 2      |
| F. C. Pyunik Armenia | 1.ª           | 2009          | 10    | 11    | 0      | 3                   | 2                   | 0                   | 0                          | 0                          | 0                          | 13    | 13    | 0      |
| F. C. Pyunik Armenia | Total club    | Total club    | 70    | 30    | 6      | 13                  | 5                   | 1                   | 6                          | 0                          | 0                          | 89    | 35    | 7      |
| Metalurg Donetsk · Ucrania | 1.ª           | 2009-10       | 29    | 9     | 6      | 2                   | 1                   | 1                   | 6                          | 4                          | 3                          | 37    | 14    | 10     |
| Metalurg Donetsk · Ucrania | 1.ª           | 2010-11       | 8     | 3     | 1      | 0                   | 0                   | 0                   | 0                          | 0                          | 0                          | 8     | 3     | 1      |
| Metalurg Donetsk · Ucrania | Total club    | Total club    | 37    | 12    | 7      | 2                   | 1                   | 1                   | 6                          | 4                          | 3                          | 45    | 17    | 11     |
| Shajtar Donetsk · Ucrania | 1.ª           | 2010-11       | 17    | 3     | 0      | 3                   | 1                   | 2                   | 7                          | 0                          | 0                          | 27    | 4     | 2      |
| Shajtar Donetsk · Ucrania | 1.ª           | 2011-12       | 26    | 10    | 7      | 5                   | 0                   | 2                   | 6                          | 0                          | 0                          | 37    | 10    | 9      |
| Shajtar Donetsk · Ucrania | 1.ª           | 2012-13       | 29    | 25    | 10     | 5                   | 2                   | 3                   | 8                          | 2                          | 0                          | 42    | 29    | 13     |
| Shajtar Donetsk · Ucrania | Total club    | Total club    | 72    | 38    | 17     | 13                  | 4                   | 7                   | 21                         | 2                          | 0                          | 106   | 44    | 24     |
| Borussia Dortmund · Alemania | 1.ª           | 2013-14       | 31    | 9     | 10     | 4                   | 2                   | 0                   | 10                         | 2                          | 0                          | 46    | 13    | 10     |
| Borussia Dortmund · Alemania | 1.ª           | 2014-15       | 28    | 3     | 6      | 7                   | 2                   | 1                   | 7                          | 0                          | 0                          | 42    | 5     | 7      |
| Borussia Dortmund · Alemania | 1.ª           | 2015-16       | 31    | 11    | 20     | 6                   | 5                   | 2                   | 15                         | 7                          | 10                         | 52    | 23    | 32     |
| Borussia Dortmund · Alemania | Total club    | Total club    | 90    | 23    | 36     | 18                  | 9                   | 3                   | 32                         | 9                          | 10                         | 140   | 41    | 49     |
| Manchester United Inglaterra | 1.ª           | 2016-17       | 24    | 4     | 1      | 6                   | 1                   | 4                   | 11                         | 6                          | 0                          | 44    | 11    | 5      |
| Manchester United Inglaterra | 1.ª           | 2017-18       | 15    | 1     | 5      | 2                   | 0                   | 0                   | 5                          | 1                          | 1                          | 22    | 2     | 6      |
| Manchester United Inglaterra | Total club    | Total club    | 39    | 5     | 6      | 8                   | 1                   | 4                   | 16                         | 7                          | 1                          | 63    | 13    | 11     |
| Arsenal F. C. Inglaterra | 1.ª           | 2017-18       | 11    | 2     | 4      | 0                   | 0                   | 0                   | 6                          | 1                          | 2                          | 17    | 3     | 6      |
| Arsenal F. C. Inglaterra | 1.ª           | 2018-19       | 25    | 6     | 4      | 3                   | 0                   | 0                   | 11                         | 0                          | 3                          | 39    | 6     | 7      |
| Arsenal F. C. Inglaterra | 1.ª           | 2019-20       | 3     | 0     | 0      | 0                   | 0                   | 0                   | 0                          | 0                          | 0                          | 3     | 0     | 0      |
| Arsenal F. C. Inglaterra | Total club    | Total club    | 39    | 8     | 8      | 3                   | 0                   | 0                   | 17                         | 1                          | 5                          | 59    | 9     | 13     |
| A. S. Roma · Italia | 1.ª           | 2019-20       | 22    | 9     | 5      | 0                   | 0                   | 0                   | 5                          | 0                          | 1                          | 27    | 9     | 6      |
| A. S. Roma · Italia | 1.ª           | 2020-21       | 34    | 13    | 11     | 1                   | 1                   | 0                   | 11                         | 1                          | 2                          | 46    | 15    | 13     |
| A. S. Roma · Italia | 1.ª           | 2021-22       | 31    | 5     | 6      | 2                   | 0                   | 1                   | 11                         | 0                          | 2                          | 44    | 5     | 9      |
| A. S. Roma · Italia | Total club    | Total club    | 87    | 27    | 22     | 3                   | 1                   | 1                   | 27                         | 1                          | 5                          | 117   | 29    | 28     |
| Inter de Milán · Italia | 1.ª           | 2022-23       | 31    | 3     | 2      | 5                   | 0                   | 0                   | 13                         | 2                          | 0                          | 49    | 5     | 2      |
| Inter de Milán · Italia | 1.ª           | 2023-24       | 34    | 2     | 10     | 3                   | 0                   | 1                   | 7                          | 0                          | 0                          | 44    | 2     | 11     |
| Inter de Milán · Italia | 1.ª           | 2024-25       | 32    | 1     | 5      | 4                   | 0                   | 0                   | 17                         | 0                          | 0                          | 53    | 1     | 5      |
| Inter de Milán · Italia | Total club    | Total club    | 97    | 6     | 17     | 12                  | 0                   | 1                   | 37                         | 2                          | 0                          | 146   | 8     | 18     |
| Total carrera | Total carrera | Total carrera | 531   | 149   | 113    | 72                  | 21                  | 18                  | 161                        | 26                         | 24                         | 749   | 196   | 161    |
| (1) Incluye datos de Copa de Armenia, Supercopa de Armenia, Copa de Ucrania, Supercopa de Ucrania, Copa de Alemania, Supercopa de Alemania, Community Shield, Copa de la Liga de Inglaterra, FA Cup. (2) Incluye datos de UEFA Champions League, UEFA Europa League, Supercopa de Europa y Copa Mundial de Clubes de la FIFA.. |               |               |       |       |        |                     |                     |                     |                            |                            |                            |       |       |        |

## Palmarés

### Títulos nacionales
| Título                  | Club                    | País       | Año  |
| ----------------------- | ----------------------- | ---------- | ---- |
| Liga Premier de Armenia | Pyunik Ereván           | Armenia    | 2006 |
| Supercopa de Armenia    | Pyunik Ereván           | Armenia    | 2007 |
| Liga Premier de Armenia | Pyunik Ereván           | Armenia    | 2007 |
| Liga Premier de Armenia | Pyunik Ereván           | Armenia    | 2008 |
| Copa de Armenia         | Pyunik Ereván           | Armenia    | 2009 |
| Liga Premier de Armenia | Pyunik Ereván           | Armenia    | 2009 |
| Liga Premier de Ucrania | FK Shajtar Donetsk      | Ucrania    | 2011 |
| Copa de Ucrania         | FK Shajtar Donetsk      | Ucrania    | 2011 |
| Copa de Ucrania         | FK Shajtar Donetsk      | Ucrania    | 2012 |
| Liga Premier de Ucrania | FK Shajtar Donetsk      | Ucrania    | 2012 |
| Supercopa de Ucrania    | FK Shajtar Donetsk      | Ucrania    | 2012 |
| Liga Premier de Ucrania | FK Shajtar Donetsk      | Ucrania    | 2013 |
| Copa de Ucrania         | FK Shajtar Donetsk      | Ucrania    | 2013 |
| Supercopa de Alemania   | Borussia Dortmund       | Alemania   | 2014 |
| Community Shield        | Manchester United F. C. | Inglaterra | 2016 |
| Copa de la Liga         | Manchester United F. C. | Inglaterra | 2017 |
| Supercopa de Italia     | Inter de Milán          | Italia     | 2022 |
| Copa Italia             | Inter de Milán          | Italia     | 2023 |
| Supercopa de Italia     | Inter de Milán          | Italia     | 2023 |
| Serie A                 | Inter de Milán          | Italia     | 2024 |

### Títulos internacionales
| Título                             | Club                    | Sede   | Año  |
| ---------------------------------- | ----------------------- | ------ | ---- |
| Liga Europa de la UEFA             | Manchester United F. C. | Solna  | 2017 |
| Liga Europa Conferencia de la UEFA | A. S. Roma              | Tirana | 2022 |

### Distinciones individuales
| Distinción                                                                | Año                                                        |
| ------------------------------------------------------------------------- | ---------------------------------------------------------- |
| Máximo goleador de la Liga de Ucrania (25 goles)                          | 2012-13                                                    |
| Futbolista del año de la Liga de Ucrania                                  | 2012                                                       |
| Mejor jugador de la Liga de Ucrania                                       | 2012-13                                                    |
| Futbolista del Año en el Báltico y la Comunidad de Estados Independientes | 2012 y 2013                                                |
| Futbolista armenio del año                                                | 2009, 2011, 2012, 2013, 2014, 2015, 2016, 2017, 2019, 2020 |
| Máximo goleador de la Copa de Alemania (5 goles)                          | 2016                                                       |
| Jugador del mes de abril de la Bundesliga                                 | 2016                                                       |
| Equipo de la temporada de la Bundesliga                                   | 2015-16                                                    |
| Máximo asistente de la Bundesliga                                         | 2015-16                                                    |
| Mejor jugador de la temporada de la Bundesliga por Kicker                 | 2015-16                                                    |
| Gol del mes de diciembre de la Premier League                             | 2016                                                       |
| Gol de la temporada del Manchester United                                 | 2016-17                                                    |
| Máximo asistente de la EFL Cup                                            | 2016-17                                                    |
| Equipo de la temporada de la Liga Europa de la UEFA                       | 2016-17                                                    |
| Jugador del mes de febrero del Arsenal F. C.                              | 2018, 2019                                                 |
| Jugador del mes de noviembre de la A. S. Roma                             | 2020                                                       |